# THE ALFEE SINGLE HISTORY VOL.V 1996-2001
『THE ALFEE SINGLE HISTORY VOL.V 1996-2001』（アルフィー・シングル・ヒストリー・ヴォリューム・ファイヴ 1996-2001）は、2009年3月4日発売されたTHE ALFEE23枚目のベスト・アルバム。

## 概要
『SINGLE HISTORY』シリーズとしては、1995年発売の「VOL.IV」以来14年振り。
「THE ALFEE SINGLE HISTORY VOL.Ⅵ 2002-2008」と同日発売。
1996年から2001年に発売された全シングルと、ミニアルバム『Pride』収録曲、トリビュート・アルバム参加曲、加えて初心者向けに1980年代のヒットシングル2作を収録。
前作「VOL.IV」同様、CDシングル移行後のシングル曲で構成されている関係で、シングル収録曲が全収録される構成にはなっていない（1992年以降の各CDシングルは表題曲のInstrumental Versionを収録しているが、前作「VOL.IV」同様、本作も収録していない）。
THE ALFEE名義のシングル・アルバムに収録されていない音源も今回収録された為、ポニーキャニオン在籍時発売された従前4作とは完全に異質。
初回生産分のみ、CD判大の本作収録のシングルCD・ジャケット・カードが付属された。

## 原盤権
楽曲の大部分の原盤権は発売当時の所属レコード会社 EXPRESS Virginが所有。
Disc1の1～4は発売当時の所属レコード会社・ポニーキャニオン、Disc2の10はDPPが所有（歌詞ブックレットの目次に記述有）。

## 収録曲

### Disc 1
1. LOVE NEVER DIES
2. GLORY DAYS
3. 倖せのかたち 〜Send My Heart〜
4. EVERYBODY NEEDS LOVE GENERATION -Live at YOKOHAMA RED BRICKS,10th August 1996-
5. Brave Love 〜Galaxy Express 999
6. Beyond The Win
7. Pride [Re-mix]
『Pride』収録曲。
8. Ticked to Ride [涙の乗車券]
『Pride』収録曲。
9. Sister of The Rainbow
『Nouvelle Vague』、『Pride』収録曲。
10. Bridge Over Troubled Water [明日に架ける橋]
『Pride』収録曲。
11. 幻想〜ILLUSION〜
『Pride』収録曲。

### Disc 2
1. 希望の鐘が鳴る朝に
2. Beginning of the Time
3. Justice For True Love
4. A.D.1999 -Millennium Version-
5. NEVER FADE
6. Wake Up 〜Goodbye 20th century boy〜
7. 自由になるために
8. Juliet
9. Change the wind
10. 涙くんさよなら
『坂本九Tribute Album』収録曲。
11. 夜空の星
『A Tribute to Kayama Yuzo 60 Candles』収録曲。
12. メリーアン (For Beginners)
『THE ALFEE 30th ANNIVERSARY HIT SINGLE COLLECTION 37』収録ヴァージョン。
13. シンデレラは眠れない (For Beginners)
『THE ALFEE 30th ANNIVERSARY HIT SINGLE COLLECTION 37』収録ヴァージョン。